# Sultan ibn Munqidh
Sultan ibn 'Ali ibn al-Muqallad ibn Munqidh al-Kinani (fl. XI secolo) fu il primo emiro di Shayzar della stirpe dei Banu Munqidh. Divenne signore di Shayzar quando (1081) comprò la città al locale vescovo cristiano che la governava per conto dei bizantini.